# Río Robalo
El río Robalo es un curso natural de agua que nace en los Dientes de Navarino y fluye hacia el norte hasta desembocar en el canal Beagle, en la isla Navarino, en la comuna de Puerto Williams, Región de Magallanes.

## Trayecto
La cuenca del río Robalo se encuentra en la mitad norte y central de la isla Navarino y drena las laderas septentrionales de los Dientes del Navarino.Su contorno de 5.196,24 ha ha sido declarado Bien nacional protegido.
La cuenca del río abarca un área de 24 km².

Cuenca del río Robalo.

## Caudal y régimen
Posee una estación fluviométrica en Puerto Williams. Su mediana estadística para 50% de probabilidad de excedencia varía entre 1,2 m³/s en noviembre-diciembre a 0,4 m³/s en julio-agosto.: 117 

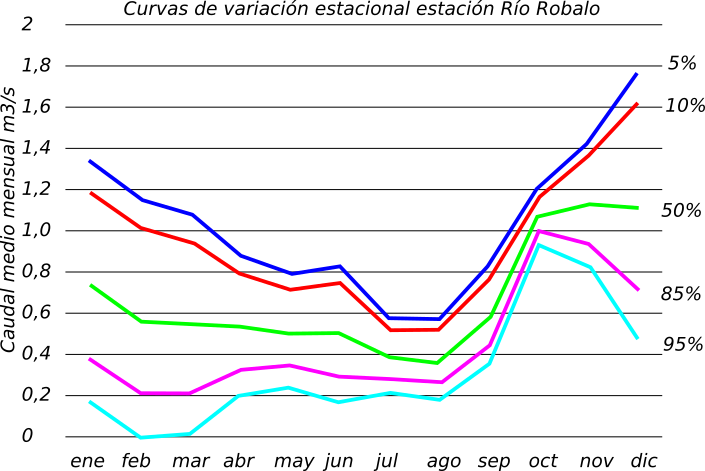
Curvas de variación estacional de caudales mensuales del río Robalo en Puerto Williams.

El caudal del río (en un lugar fijo) varía en el tiempo, por lo que existen varias formas de representarlo. Una de ellas son las curvas de variación estacional que, tras largos periodos de mediciones, predicen estadísticamente el caudal mínimo que lleva el río con una probabilidad dada, llamada probabilidad de excedencia. La curva de color verde muestra los caudales mensuales con probabilidad de excedencia de un 50%. Esto quiere decir que ese mes se han medido igual cantidad de caudales mayores que caudales menores a esa cantidad. Eso es la mediana (estadística), que se denota Qe, de la serie de caudales de ese mes. La media (estadística) es el promedio matemático de los caudales de ese mes y se denota {\displaystyle {\overline {Q}}}. 
El significado de la probabilidad de excedencia del 5% es que, estadísticamente, el caudal es mayor solo una vez cada 20 años, el de 10% una vez cada 10 años, el de 20% una vez cada 5 años, el de 85% quince veces cada 16 años y la de 95% diecisiete veces cada 18 años. Dicho de otra forma, el 5% es el caudal de años extremadamente lluviosos, el 95% es el caudal de años extremadamente secos. De la estación de las crecidas puede deducirse si el caudal depende de las lluvias (mayo-julio) o del derretimiento de las nieves (septiembre-enero).

## Población, economía y ecología
Su contorno de 5.196,24 ha ha sido declarado Bien nacional protegido.